# Pressath
Pressath är en stad i Landkreis Neustadt an der Waldnaab i Regierungsbezirk Oberpfalz i förbundslandet Bayern i Tyskland.
Staden ingår i kommunalförbundet Pressath tillsammans med kommunerna Schwarzenbach och Trabitz.

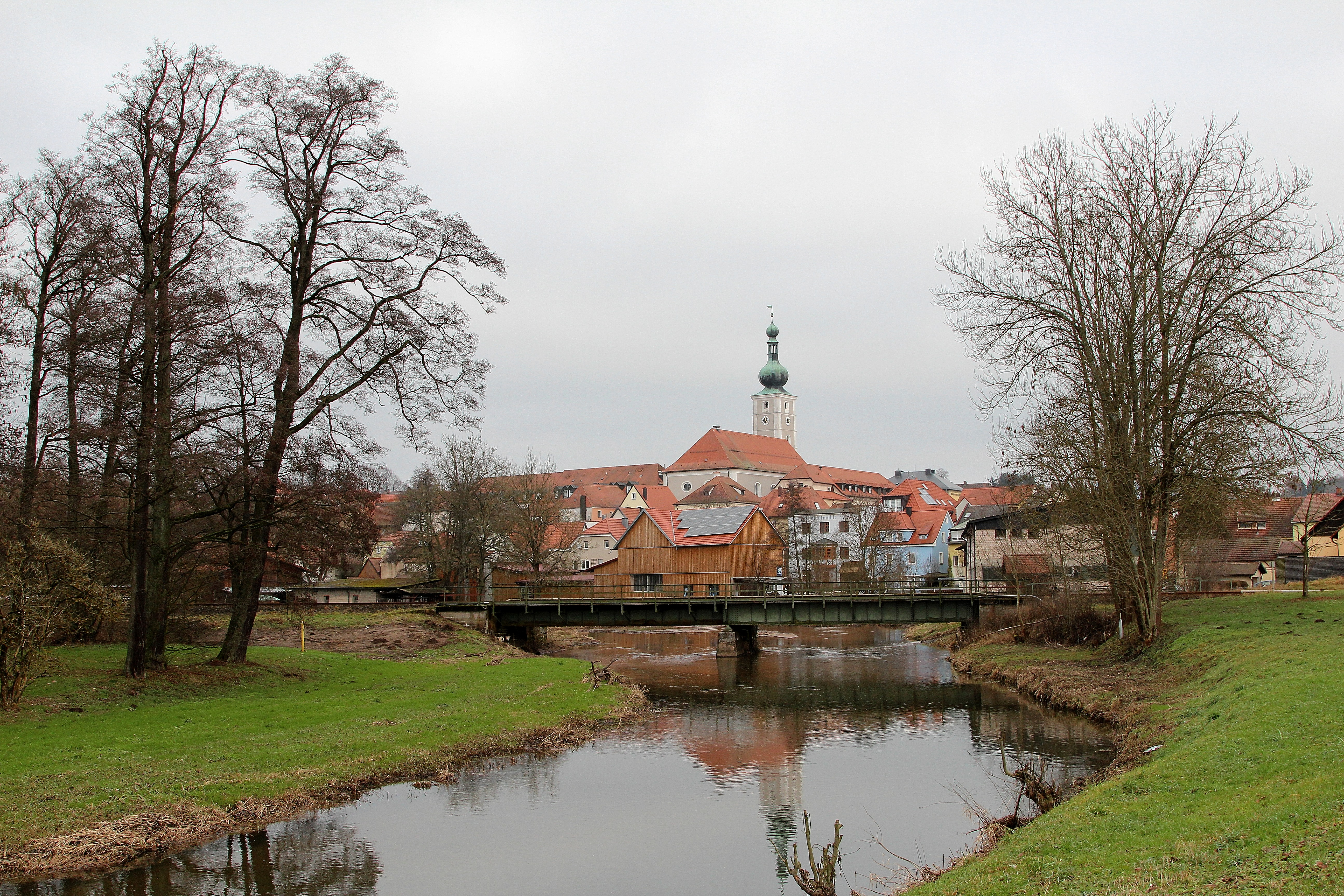